# Reserve (Wisconsin)
Reserve és una concentració de població designada pel cens dels Estats Units a l'estat de Wisconsin. Segons el cens del 2000 tenia 436 habitants.

## Demografia
Segons el cens del 2000, Reserve tenia 436 habitants, 160 habitatges, i 103 famílies. La densitat de població era de 3,2 habitants per km².
Dels 160 habitatges en un 31,9% hi vivien nens de menys de 18 anys, en un 34,4% hi vivien parelles casades, en un 18,8% dones solteres, i en un 35,6% no eren unitats familiars. En el 33,1% dels habitatges hi vivien persones soles el 12,5% de les quals corresponia a persones de 65 anys o més que vivien soles. El nombre mitjà de persones vivint en cada habitatge era de 2,73 i el nombre mitjà de persones que vivien en cada família era de 3,42.
Per edats la població es repartia de la següent manera: un 33,3% tenia menys de 18 anys, un 11,2% entre 18 i 24, un 25,2% entre 25 i 44, un 20% de 45 a 60 i un 10,3% 65 anys o més.
L'edat mediana era de 30 anys. Per cada 100 dones de 18 o més anys hi havia 92,7 homes.
La renda mediana per habitatge era de 22.250 $ i la renda mediana per família de 32.750 $. Els homes tenien una renda mediana de 23.125 $ mentre que les dones 21.094 $. La renda per capita de la població era de 10.588 $. Aproximadament el 22,7% de les famílies i el 26,2% de la població estaven per davall del llindar de pobresa.

## Poblacions més properes
El següent diagrama mostra les poblacions més properes.